# Rasa de Miravent
La Rasa de Miravent és un torrent del Solsonès afluent per l'esquerra del Barranc d'Arceda. Neix al sud-oest de la masia d'Arceda. De direcció predominant cap a les 11 del rellotge, tot el seu curs transcorre pel terme municipal de Llobera.

## Xarxa hidrogràfica
La Rasa de Miravent no té cap tributari.